# Dwa ścięte słoneczniki
Dwa ścięte słoneczniki – tytuł 3 obrazów olejnych namalowanych przez Vincenta van Gogha na przełomie sierpnia i września 1887 podczas jego pobytu w Paryżu:
1. Dwa ścięte słoneczniki (I) (hol. Uitgebloeide zonnebloemen, ang. Two Cut Sunflowers)[1] (nr kat.: F 377, JH 1328), obecnie w Muzeum Vincenta van Gogha w Amsterdamie.
2. Dwa ścięte słoneczniki (II) (hol. Stilleven met twee zonnebloemen, ang. Two Cut Sunflowers)[2] (nr kat.: F 376, JH 1331), obecnie w Kunstmuseum Bern w Bernie.
3. Dwa ścięte słoneczniki (III) (hol. Stilleven met twee zonnebloemen, ang. Two Cut Sunflowers)[3] (nr kat.: F 375, JH 1329, obecnie w Metropolitan Museum of Art w Nowym Jorku.

## Historia
Pod koniec XIX w. cięty słonecznik stał się popularnym kwiatem używanym do dekoracji. Symbolizował on radość życia i idealizm. Stał się też popularnym motywem w malarstwie. Kiedy van Gogh studiował w Antwerpii dzieła flamandzkich mistrzów doby baroku, widział obrazy ze słonecznikami.
Słoneczniki pojawiły się wśród różnokolorowych bukietów, które były podstawowym motywem prac artysty w Paryżu w latach 1886–1888. Mając zamiar odświeżyć swoją matową holenderską paletę, wielokrotnie powracał on do malowania bukietów, ażeby wyrazić intensywny kolor, a nie odcienie szarości. W lecie 1887 roku, kiedy obrał słonecznik jako dominujący motyw w czterech obrazach, odnalazł swój styl jako oryginalny kolorysta. Praca nad cyklem ściętych słoneczników stała się ponadto dla van Gogha okazją do rozwinięcia dynamicznego, wężowatego i kaligraficznego sposobu malowania, który będzie ważnym elementem jego stylu, zwłaszcza w roku 1889. Pierwszy z serii obraz, znajdujący się w Muzeum Vincenta van Gogha, stanowił olejny szkic przygotowawczy do płótna wiszącego w Metropolitan Museum of Art; artysta oprócz trzech obrazów przedstawiających dwa ścięte słoneczniki namalował również większą kompozycję, złożoną z dwóch par kwiatów, znaną jako Cztery ścięte słoneczniki (obecnie w Kröller-Müller Museum w Otterlo). 
Dwa ścięte słoneczniki były przewidziane do wymiany z Paulem Gauguinem u schyłku jesieni 1887. Gauguin namalował później obraz van Gogha zajętego malowaniem słoneczników, które miały stać się osobistym symbolem tego ostatniego. Gauguin nabył obrazy od van Gogha w ramach wymiany pod koniec 1887 lub na początku 1888. 
Van Gogh wspomniał o dwóch z tych obrazów 17 stycznia 1889 w liście do brata Theo, napisanym po gwałtownym rozstaniu się z Gauguinem:
A jeśli on jest niezadowolony z wymiany, jakiej dokonaliśmy, może zabrać swój mały obrazek z Martyniki i swój portret, który wysłał mi z Bretanii i niech odda mi z powrotem zarówno mój portret jak i dwa płótna ze słonecznikami, które zabrał do Paryża.
Do połowy lat 90. XIX w. obrazy te wisiały nad łóżkiem Gauguina w jego paryskim mieszkaniu. 10 kwietnia 1896 jeden z nich został sprzedany za 225 franków paryskiemu marszandowi Ambroise Vollardowi. W latach późniejszych zmieniał kolejno właścicieli. 19 grudnia 1917 jego cena wzrosła do 32000 franków – za taką sumę kupił go szwajcarski kolekcjoner Richard Bühler z Winterthur. Sprzedał go następnie (etapami, w 1928 i 1947) niemieckiemu kolekcjonerowi Justinowi Thannhauserowi, właścicielowi galerii w Lucernie, Paryżu i Nowym Jorku. Thannhauser z kolei w 1949 sprzedał obraz nowojorskiemu Metropolitan Museum of Art.

## Opis
Artysta umieścił płomienną żółcień słoneczników na znajomym, niebieskim tle, oddając ich nasiona krótkimi pociągnięciami i muśnięciami pędzla, ale te zapożyczenia z różnych -izmów panujących wtedy w sztuce nie noszą tu posmaku imitatorstwa. Malowidło przedstawiające dorodne, ujęte z bliska głowy słoneczników na obciętych łodygach, okolone postrzępionymi płatkami, jest pełne metafor; sugeruje pewne zagrożenie ale także poczucie solidarności z żywą istotą, która właśnie więdnie i wkrótce obumrze. Tym samym van Gogh autorytatywnie porzucił swobodny nastrój, charakterystyczny dla impresjonizmu.